# Ни кровь, ни песок
Ни кровь, ни песок (исп. Ni sangre ni arena) — мексиканская комедия 1941 года.

## Сюжет
Известный тореадор Мануэль Маркес по прозвищу Манолете (под именем Манолете к началу 40-х годов XX в. прославился реальный испанский матадор Мануэль Санчес, 1917–1947) не имеет себе равных на арене, у него на счету множество побед над быками. Уличный торговец по прозвищу Чато (Курносый), двойник Маркеса, очень хочет посмотреть корриду с участием знаменитого тореро, но не имеет денег на билет. Добродушные охранники сочувственно отнеслись к неимущему любителю национального зрелища и пропустили безбилетника. Увидев Манолете на арене, Чато поразился, насколько тот похож на него.
В обеих главных ролях снимался  популярный комический актёр Кантинфлас, которого называли мексиканским Чаплином.

## Создатели фильма

### В ролях
- Кантинфлас — el «Chato», Manuel Marquez «Manolete»
- Сусана Гисар — Anita
- Элвия Салкедо — Lupita
- Педро Армендарис — Frank
- Альфредо дель Диестро — Don Ramon
- Фернандо Сото — Charifas
- Мигель Инклан — Jefe de Policía
- Пас Вильегас — Dona Remedios
- Сальвадор Кирос — Don Pancho
- Роберто Банкельс — Caireles
- Флоренсио Кастелло — Veneno
- С. Марин де Кастро — Zangano
- Артуро Сото Рангель — Juez (as A. Soto Rangel)
- Умберто Родригес — Abelardo
- Эстанислао Шиилински — Periodista (as E. Schellinsky)
- Нино дель Бриллианте — Cantor de Flamenco
- Пако Миллет — Guiterrista (as Francisco Millet)
- Мануэль Герра — Guitarrista
- Армандо Арриола — Anunciador (No especificado en los subtítulos)
- Аврора Руис — Petra, cocinera (No especificado en los subtítulos)
- Хосе Торвей — Comisario (No especificado en los subtítulos)
- Армандо Веласко — Presidente municipal (No especificado en los subtítulos)